# NGC 2780
NGC 2780 é uma galáxia espiral barrada (SB/P) localizada na direcção da constelação de Lynx. Possui uma declinação de +34° 55' 32" e uma ascensão recta de 9 horas, 12 minutos e 44,3 segundos.
A galáxia NGC 2780 foi descoberta em 10 de Março de 1790 por William Herschel.